# Soteriologia
La soteriologia (dal greco σωτηρία - sōtēria -, "salvezza", e da λόγος - logos -, "parola", "ragione" o "principio"), nell'ambito della storia delle religioni, è lo studio della salvezza nel senso di liberazione da uno stato o una condizione non desiderata.
Per alcune religioni o dottrine filosofiche, si parla di salvezza nel senso della liberazione dal male e dalle conseguenze della morte o come sopravvivenza dell'anima. Molte religioni enfatizzano la salvezza in un modo o nell'altro, e in questi termini hanno le loro rispettive soteriologie. Nella teologia cristiana la soteriologia ha assunto il significato di riflessione sul valore della redenzione operata da Cristo attraverso il suo sacrificio, liberando l'umanità dal peccato originale. Alcune soteriologie riguardano principalmente le relazioni o l'unione con Dio (o gli dèi); altre enfatizzano più fortemente il coltivare la conoscenza o la virtù. Le varie soteriologie inoltre si differenziano in base a quale tipo di salvezza promettono.

## Nelle varie religioni
La soteriologia cristiana sottolinea il modo in cui le persone possono trarre la liberazione mediante la salvezza operata da Cristo, e anche come pratiche del giudaismo enfatizzano la moralità in questa vita per vederne i frutti nell'altra vita. La salvezza si configura primariamente in termini di redenzione dai peccati commessi.
La soteriologia islamica si focalizza su come gli uomini possano pentirsi ed espiare i propri peccati per non subire la dannazione. La religione Sikh accentra l'attenzione sulla salvezza tramite la meditazione, ordinata e personale, nel nome e nel messaggio di Dio, al fine di essere in unione mistica con Lui.
L'induismo, che insegna che siamo coinvolti nel ciclo di morte e di rinascita chiamato Samsara, insegna che si deve raggiungere la liberazione, chiamata moksha.
Il buddismo spiega come raggiungere la salvezza attraverso il distacco dal mondo materiale e dal dolore per raggiungere il Nirvana, stato di estasi e illuminazione.
Il giainismo enfatizza la penitenza e l'ascetismo per condurre alla liberazione e all'ascendenza dell'anima.
L'epicureismo è soprattutto concentrato sulla temperanza e la vita semplice nel senso di assenza di dolori e passioni o libertà dalle inquietudini (αταραξία) e lo stoicismo è concentrato sulla coltivazione delle virtù, come fortitudine e distacco, per migliorare il benessere spirituale.
Il Taoismo insegna che la salvezza la si ottiene conoscendo se stessi, identificandosi con il Tao, cioè con il tutto, e governando se stessi.

## Passaggi nelle Sacre Scritture cristiane
Il Nuovo Testamento contiene molti riferimenti circa la salvezza. I seguenti passi sono i più citati al riguardo, ma la loro interpretazione è varia.
- Fede in Gesù Cristo: "Dio infatti ha tanto amato il mondo da dare il suo Figlio unigenito, perché chiunque crede in lui non muoia, ma abbia la vita eterna."  (Gv 3,16), “In nessun altro c'è salvezza; non vi è infatti altro nome dato agli uomini sotto il cielo nel quale è stabilito che possiamo essere salvati».” (Atti 4,12).
- Amore di Dio: "Ma Dio dimostra il suo amore verso di noi perché, mentre eravamo ancora peccatori, Cristo è morto per noi." (Romani 5,8) "Ma Dio, ricco di misericordia, per il grande amore con il quale ci ha amati, da morti che eravamo per i peccati, ci ha fatti rivivere con Cristo: per grazia infatti siete stati salvati." (Efesini 2,4-5).
- Il peccato separa l'umanità da Dio. "Tutti hanno peccato e sono privi della gloria di Dio" (Romani 3,23) "Quindi, come a causa di un solo uomo il peccato è entrato nel mondo e con il peccato la morte, così anche la morte ha raggiunto tutti gli uomini, perché tutti hanno peccato." (Romani 5,12)
- Dio dona vita eterna perché Gesù Cristo espiò per i nostri peccati: "Perché il salario del peccato è la morte; ma il dono di Dio è la vita eterna in Cristo Gesù nostro Signore." (Romani 6,23)
- Salvati (dal peccato) perché perdoniamo gli altri: "Se voi infatti perdonerete agli uomini le loro colpe, il Padre vostro celeste perdonerà anche a voi; ma se voi non perdonerete agli uomini, neppure il Padre vostro perdonerà le vostre colpe." (Matteo 6,14-15)
- Confessione e fede: "Poiché se confesserai con la tua bocca che Gesù è il Signore, e crederai con il tuo cuore che Dio lo ha risuscitato dai morti, sarai salvo. Con il cuore infatti si crede per ottenere la giustizia e con la bocca si fa la professione di fede per avere la salvezza." (Romani 10,9-10) “ Infatti: Chiunque invocherà il nome del Signore sarà salvato.” (Romani 10,13)
- Salvati dal battesimo: "Anche Cristo è morto una volta per sempre per i peccati, giusto per gli ingiusti, per ricondurvi a Dio; messo a morte nella carne, ma reso vivo nello spirito. E in spirito andò ad annunziare la salvezza anche agli spiriti che attendevano in prigione; essi avevano un tempo rifiutato di credere quando la magnanimità di Dio pazientava nei giorni di Noè, mentre si fabbricava l'arca, nella quale poche persone, otto in tutto, furono salvate per mezzo dell'acqua. Figura, questa, del battesimo, che ora salva voi; esso non è rimozione di sporcizia del corpo, ma invocazione di salvezza rivolta a Dio da parte di una buona coscienza, in virtù della risurrezione di Gesù Cristo" (1 Pietro 3,18-21); "O non sapete che quanti siamo stati battezzati in Cristo Gesù, siamo stati battezzati nella sua morte? Per mezzo del battesimo siamo dunque stati sepolti insieme a lui nella morte, perché come Cristo fu risuscitato dai morti per mezzo della gloria del Padre, così anche noi possiamo camminare in una vita nuova. Se infatti siamo stati completamente uniti a lui con una morte simile alla sua, lo saremo anche con la sua risurrezione." (Romani 6,3-5)
- Salvati dalla grazia di Dio: "da morti che eravamo per i peccati, ci ha fatti rivivere con Cristo: per grazia infatti siete stati salvati. Per questa grazia infatti siete salvi mediante la fede; e ciò non viene da voi, ma è dono di Dio; né viene dalle opere, perché nessuno possa vantarsene." (Efesini 2,5.8-9)
- Salvati dalle opere: "Vedete che l'uomo viene giustificato in base alle opere e non soltanto in base alla fede." (Giacomo 2,24), vedere anche l'Epistola di Giacomo.
- Giudicati dalle opere: "Poi vidi i morti, grandi e piccoli, ritti davanti al trono. Furono aperti dei libri. Fu aperto anche un altro libro, quello della vita. I morti vennero giudicati in base a ciò che era scritto in quei libri, ciascuno secondo le sue opere. Il mare restituì i morti che esso custodiva e la morte e gli inferi resero i morti da loro custoditi e ciascuno venne giudicato secondo le sue opere." (Apocalisse 20,12-13). I Protestanti non concordano con questo tipo d'interpretazione di questo verso. Alcuni credono che i non-salvati verranno giudicati davanti al "grande trono bianco del giudizio"  (Apocalisse 20,10-15), ma per tutti quelli che sono stati salvati appariranno prima nel "tribunale di Cristo" (2 Corinzi 5,9-10). In quel giudizio, i credenti verranno giudicati sulla base di ciò che hanno fatto in vita. Se non sono salvati, Cristo dirà "Va via da me, non ti conosco" e loro verranno gettati nell'inferno. Vedere anche Romani 2,6
- Salvati partecipando al naturale ordine delle cose: “Essa potrà essere salvata partorendo figli, a condizione di perseverare nella fede, nella carità e nella santificazione, con modestia.” (1 Timoteo 2,15)
- Salvezza che si realizza sempre: "Quando però si sono manifestati la bontà di Dio, salvatore nostro, e il suo amore per gli uomini, egli ci ha salvati non in virtù di opere di giustizia da noi compiute, ma per sua misericordia mediante un lavacro di rigenerazione e di rinnovamento nello Spirito Santo, effuso da lui su di noi abbondantemente per mezzo di Gesù Cristo, salvatore nostro, perché giustificati dalla sua grazia diventassimo eredi, secondo la speranza, della vita eterna." (Tito 3,4-7).
- Salvezza come processo sempre attivo: “La parola della croce infatti è stoltezza per quelli che vanno in perdizione, ma per quelli che si salvano, per noi, è potenza di Dio.” (1 Corinzi 1,18).
- Salvezza come qualcosa che sarà ottenuta: "A maggior ragione ora, giustificati per il suo sangue, saremo salvati dall'ira per mezzo di lui." (Romani 5,9).

### Visione cristiana della salvezza
La salvezza è uno dei concetti spirituali più importanti nel cristianesimo, insieme alla divinità di Gesù Cristo e la definizione del Regno di Dio.
Tradizionalmente, nei cristiani, una meta importante è l'ottenimento della salvezza. Altri sostengono che la meta principale del cristianesimo sia compiere la volontà di Dio, accettando la sua grazia, o che i due concetti abbiano la stessa importanza. In molte tradizioni, ottenere la salvezza è sinonimo di "andare in cielo" dopo la morte, mentre altri ritengono che la salvezza significhi una svolta nella vita terrena. Vari elementi della teologia cristiana spiegano la necessità della salvezza e come prodigarsi per ottenerla.
L'idea di salvezza si basa sull'idea che esista uno stato di non-salvezza, da cui l'individuo (o l'umanità) necessita di redimersi. Per la maggioranza dei cristiani cattolici e protestanti, questo è il giudizio di Dio sull'umanità dovuto alla colpa del peccato originale e ad altri peccati commessi da ciascun individuo o gruppi di individui, giacché il peccato è operato da tutti.
La chiesa ortodossa respinge il concetto agostiniano di peccato originale, termine che non esiste né nelle Scritture né nella patristica greca, e vede la salvezza come una scala di miglioramento spirituale e purificazione della natura umana che fu dannata con la caduta di Adamo dal Paradiso terrestre.
La maggioranza dei cristiani ritiene che l'umanità fu creata libera dal peccato, condizione che però si deteriorò, cosicché si rese necessario un Salvatore che restaurasse una corretta relazione con Dio. Questo Salvatore fu (ed è) Gesù Cristo.
Nella teologia cristiana ci sono tre concetti di possibilità di ottenimento della salvezza per coloro i quali non hanno ascoltato l'evangelo di Gesù Cristo. Uno è l'esclusivismo; da quando c'è un solo mediatore tra l'uomo e Dio, Gesù Cristo, se una persona non lo ha ascoltato, non gli resta che la dannazione eterna (ma la maggioranza dei sostenitori di tale dottrina la esclude per i bambini e gli infermi di mente). Un altro è il pluralismo che dichiara che ogni religione è un cammino verso Dio, e la terza è l'inclusivismo; questa dottrina dice che Gesù Cristo può parlare al cuore di tutti gli umani per mezzo dello Spirito Santo, e se una persona risponde positivamente sarà salvata.

### Cattolicesimo
Per la Chiesa Cattolica, la salvezza non è solo una liberazione passiva del peccato (peccato originale e peccato attuale) e suoi effetti: l'azione di Dio è una liberazione attiva che eleva gli esseri umani ad uno stato sovrannaturale, alla vita eterna, in un piano spirituale superiore alla vita terrena, per unirsi in un solo corpo mistico con Cristo, una delle tre Persone della Trinità e accedere alla dignità di figli di Dio, per vederlo  "come egli è" (1 Gv 3,2), in comunione di vita e amore con la Trinità e tutti i santi (Catechismo della Chiesa Cattolica, 1023, 1025, 1243, 1265-1270, 2009)
Queste benedizioni non sono mai concesse per merito personale. In realtà, in senso stretto, l'uomo non merita nulla da Dio: la possibilità di meritare qualcosa agli occhi di Dio deriva totalmente da un dono gratuito di Dio, mediante la grazia santificatrice dello Spirito Santo. Si possono ottenere doni utili per la santificazione, per l'incremento della grazia e dell'amore e per raggiungere la vita eterna che Dio concede alle sue creature. Si possono anche meritare beni materiali, come la salute, l'amicizia o la felicità. (Catechismo della Chiesa Cattolica, 2006-2011)
I cristiani ricevono anche in questa vita, per fede e anticipatamente, benedizioni di salvezza che saranno confermati totalmente e definitivamente nella vita dopo la morte. Ciò è dovuto al fatto che la Chiesa Cattolica vede la salvezza, compresa quella dell'individuo, come qualcosa di utile e benefico in ogni tempo: passato, presente e futuro, concetti che, per Dio, sono una cosa sola.
I cattolici credono che "l'uomo sta nel bisogno di salvezza da Dio" (Fidei Depositum, 3) e che" Dio lo aiuta in Cristo tramite la legge che lo guida e la grazia che lo sostiene"(CCC, 1949) . È stato per la nostra salvezza che "Dio ci ha amati al punto da mandare suo figlio come Salvatore del mondo, ed è stato rivelato per liberarci dai peccati" (CCC 456-457). "Con la sua morte (Gesù, il Figlio di Dio) ha vinto la morte, e ha così dato la possibilità a tutti gli uomini di salvarsi" (CCC, 1019)
Gesù ha fornito alla Chiesa Cattolica "la pienezza di significati di salvezza che il Padre ha voluto: corretta e completa confessione di fede, vita pienamente sacramentale e ministero consacrato nella successione apostolica" (CCC, 830). Il battesimo è necessario per la salvezza. "Il sacramento della penitenza è necessario per la salvezza per coloro i quali sono caduti [nel peccato] dopo il battesimo, perché il battesimo è necessario per la salvezza per coloro i quali non sono ancora rinati" (CCC, 980) Ma questi non sono gli unici sacramenti interessati dal concetto di salvezza; un ruolo importante lo assume il sacramento dell'Eucaristia: "Ogni volta che questo mistero è celebrato, il lavoro della nostra redenzione va avanti e noi spezziamo il pane che ci dona la medicina dell'immortalità, l'antidoto alla morte, e il cibo che ci farà vivere per sempre in Gesù Cristo"  (CCC, 1405)
Ad ogni modo, per la libertà che ci è concessa, l'uomo può rifiutare l'offerta di Dio di salvezza in Cristo, ciò che il Catechismo della Chiesa Cattolica chiama piano d'amore di Dio.
La Chiesa Cattolica quindi insegna che la salvezza della vita eterna è volontà di Dio per tutte le persone, e che Dio la concede come un dono gratuito, una grazia, tramite il sacrificio in Cristo. L'uomo non può, in senso stretto, meritare nulla da Dio. È Dio che giustifica, cioè che libera dal peccato con un dono gratuito di santità (grazia salvifica, meglio conosciuta come grazia). L'uomo può accettare il dono che Dio gli dà. L'uomo può però anche rifiutarlo. La cooperazione dell'uomo è richiesta in linea con una nuova capacità di aderire alla volontà divina che Dio concede. "Infatti, come il corpo senza lo spirito è morto, così anche la fede senza le opere è morta" (Gc 2,26). Fede, e di conseguenza le opere, sono un risultato della grazia di Dio, quindi è solo per la grazia che il credente può dire di meritare la salvezza.
La Chiesa Cattolica insegna che attraverso la grazia Gesù ha vinto per l'umanità sacrificando se stesso sulla croce, la salvezza è possibile anche al di fuori dei visibili confini della Chiesa. Cristiani e non Cristiani, se in vita hanno risposto positivamente alla grazia e hanno creduto che Dio si è rivelato loro attraverso la misericordia di Cristo possono essere salvati. Questo può includere la consapevolezza di un obbligo di fare parte della Chiesa Cattolica. In questi casi, "non possono essere salvati coloro che, pur sapendo che la Chiesa Cattolica è stata fondata da Dio tramite Cristo, hanno rifiutato di entrare a farne parte o di rimanervi"

### Protestantesimo
Nel cristianesimo occidentale la dottrina della salvezza, o soteriologia, comprende temi quali l'espiazione, la riconciliazione, la grazia, la giustificazione, la sovranità di Dio e il libero arbitrio dell'essere umano. Vari concetti distinti possono essere opposti nel cattolicesimo e nel protestantesimo. Nel protestantesimo, questa differenza si evidenzia tra il calvinismo e l'arminianesimo.
Tra i cristiani evangelici, salvezza presuppone che tutti siano, come afferma la Bibbia, in condizione di peccato e sottoposti quindi alle sue conseguenze temporali ed eterne (senso di colpa, sofferenze di varia natura, una vita priva di senso, la morte, l'ira di Dio ed alla fine l'inferno). Frustranti e vani sono i tentativi dell'essere umano di salvarsi da tutto ciò con le proprie forze. Dio, così, nella Sua misericordia, (questo è il messaggio dell'Evangelo) decide di accordare la Sua grazia a quanti ripongono la loro fiducia nella Persona e nell'opera del Salvatore Gesù Cristo. È Cristo, infatti, che realizza quanto nessuno di noi è in grado di realizzare a causa di quella che il protestantesimo chiama depravazione totale dell'essere umano. Colui che si affida completamente a Cristo viene salvato dal peccato e dalle sue conseguenze, riconciliato con Dio, e reso degno dell'eterna comunione con Lui in paradiso. Questo è possibile perché i meriti perfetti conseguiti dalla vita di Cristo gli sono accreditati (giustificazione) e Cristo stesso ha pagato, espiato nel Suo sacrificio sulla croce, il castigo che il peccatore avrebbe giustamente meritato.
Chiese come la "Chiesa di Cristo" non solo ritengono che l'ascolto dell'evangelo e la risposta con fede sia parte integrante del processo di salvezza, ma anche il ravvedimento, il battesimo e obbedienza continuata, basandosi su Matteo 28.18-20, Giovanni 8.31-33, Atti 2.36-38.
Un terzo punto di vista, il concetto di salvezza universale, è esistito durante tutta la storia del cristianesimo e gode di crescente popolarità nel mondo moderno, con l'avvento del razionalismo e del liberalismo teologico, presupponendo un Dio d'amore che alla fine salverebbe tutti senza condizioni, lasciando totalmente vuoto l'inferno. Questo punto di vista afferma che tutti, indipendentemente dal credo o religione, si salveranno e "andranno in cielo". In termini più semplici si dice spesso che Dio "è troppo amorevole per condannare qualcuno". Alcuni cristiani tradizionalisti considerano questo punto di vista un'eresia perché implica che le religioni non cristiane siano ugualmente valide del Cristianesimo e che ci siano altri cammini verso la salvezza alternativi alla grazia di Cristo. Ma altre forme di universalismo cristiano assicurano che il cristianesimo è l'unica religione completamente vera, e che la salvezza universale è accessibile solo tramite Cristo che comunque si manifesterebbe egli stesso, in altre forme, in quelle religioni, premiando "gli uomini di buona volontà".

## Chiesa di Gesù Cristo dei Santi degli Ultimi Giorni
I Mormoni credono che Dio abbia un piano di salvezza per ogni essere umano. Questo piano consiste nei passi che Dio ha ordinato per il progresso eterno dei suoi figli spirituali, affinché si possa ottenere la vita eterna con la pienezza di gioia. Satana non lo ha accettato e Dio lo espulse e gli permise di venire sulla terra, dove tenta l'uomo.
I Mormoni insegnano che il piano di salvezza è qualcosa che non si può ben comprendere senza studiare le Scritture e ricevere insegnamenti dai profeti moderni che hanno migliorato la nostra conoscenza per mezzo di rivelazioni importanti, date da Dio per il beneficio di tutti gli uomini che lo accolgono. Ma c'è anche riservata gloria e benedizione per ogni persona che segue i comandamenti di Dio, di qualsiasi religione o credenza, se compie buone opere verso le persone.

## Buddismo
Le Quattro Nobili Verità delineano l'essenza della soteriologia buddista. La sofferenza (dukkha) è vista come una malattia che si può curare con la consapevolezza delle sue cause e seguendo il Nobile Ottuplice Sentiero. L'Ottuplice Sentiero include moralità e meditazione.  Liberazione, chiamata Nirvana nel Buddismo, è vista come la fine della sofferenza, della reincarnazione e dell'ignoranza. I mezzi per ottenere la salvezza sono ulteriormente sviluppati in altri insegnamenti buddisti e sono espressi in diversi termini quali Theravada, Mahayana e Vajrayana.

## Islam
Per i musulmani, è davvero importante credere nell'unicità e perfezione di Dio. Il proposito della vita è vivere in modo da compiacere Allah per poter guadagnare il Paradiso. Si crede che nella pubertà si apra una conta dei debiti di ogni persona, che sarà usata nel giorno del Giudizio per determinare il suo destino eterno. Il Corano inoltre suggerisce la dottrina della predestinazione divina. Corano 4:49, 24:21, 57:22. Il Corano insegna la necessità di fede e di buone opere per ottenere la salvezza.
Secondo la dottrina musulmana della salvezza i non credenti (kuffar, letteralmente "colui che rifiuta la verità") e i peccatori saranno condannati, ma il pentimento genuino dà come risultato il perdono di Allah e l'entrata al Paradiso al momento della morte.

## Induismo
La salvezza, per l'induismo, è la liberazione della jīva (l'anima) dal saṃsāra, il ciclo di nascite e morte, e la si ottiene raggiungendo il livello spirituale più alto unendo l'Atman (anima personale) con il Brahman (divina anima universale). È la meta finale del Sanātana Dharma, il sistema di pratiche e di credenze che costituiscono l'induismo, che considera il mondo materiale, il cielo e l'inferno delle illusioni temporali. La liberazione è definita moksha o mukti.